# Igor Francetić
Igor Francetić (* 21. April 1977 in Zagreb) ist ein ehemaliger kroatischer Ruderer, der 2000 Olympiadritter im Achter war.

## Sportliche Karriere
Francetić gewann bei den Junioren-Weltmeisterschaften 1994 die Bronzemedaille im Zweier ohne Steuermann, 1995 erruderte er Silber im Vierer mit Steuermann. 1996, 1997 und 1999 siegte er im Vierer mit Steuermann im Nations Cup, dem Vorläufer der U23-Weltmeisterschaften. 1999 debütierte er auch im Ruder-Weltcup, als er in Wien den zweiten Platz im Vierer mit Steuermann belegte. 2000 gehörte Igor Francetić zum kroatischen Achter, der beim Weltcup-Auftakt in München gewann. Bei den Olympischen Spielen in Sydney siegten die Briten vor den Australiern, die Kroaten mit Igor Francetić, Tihomir Franković, Tomislav Smoljanović, Nikša Skelin, Siniša Skelin, Krešimir Čuljak, Igor Boraska, Branimir Vujević und Steuermann Silvijo Petriško erhielten die Bronzemedaille. Nach einem Jahr im Zweier ohne Steuermann kehrte Francetić 2002 in den kroatischen Achter zurück und belegte den vierten Platz bei den Weltmeisterschaften. Nach einem neunten Platz mit dem Achter bei den Weltmeisterschaften 2003 endete die internationale Karriere des 1,95 m großen Francetić 2004 noch vor den Olympischen Spielen in Athen, für die sich der kroatische Achter nicht qualifiziert hatte.